# Trampofoil
Ein Trampofoil ist ein leichtes, von einer Person gelenktes Tragflächenfahrzeug, das durch Hüpfbewegungen auf dem Wasser vorwärtsgetrieben wird.
Ursprünglich in Schweden entwickelt, war dem Erfinder kein wirtschaftlicher Erfolg bei der Vermarktung beschert. Ein neueres Produkt, unter dem Namen Aquaskipper, gibt es in den USA und einige private Entwicklungen unter anderem in Europa.
Der Start funktioniert nur vom Ufer oder besser von einem Steg aus und bedarf etwas Routine. Bei zu niedriger Geschwindigkeit versinkt man, ein Neustart im Wasser ist bisher wohl noch niemandem geglückt.